# این کتاب عاشق شماست
این کتاب عاشق شماست (به انگلیسی: This Book Loves You) کتابی است به نویسندگی یوتیوبر سوئدی پیودی‌پای که در ۲۰ اکتبر ۲۰۱۵ توسط گروه پنگوئن منتشر شد. این کتاب یک پرودی از کتاب‌های خودیاری است و شامل ضد ضرب‌المثل‌های مختلف همراه با تصاویر بصری است. این کتاب هم به صورت جلد شومیز و هم به صورت الکترونیکی موجود است.
نسخه شومیز شامل حدود ۲۵۰ صفحه مصور با نقل قول‌های الهام بخش است. , و به عنوان کتاب مناسب برای میز قهوه توصیف شد. این کتاب به زبان‌های متعددی شامل انگلیسی، سوئدی، فرانسوی و آلمانی در دسترس است.
ایده نوشتن این کتاب توسط یکی از طرفداران در توییتر ارائه شد. این کتاب عاشق شماست به پرفروش‌ترین کتاب نیویورک تایمز تبدیل شد و به مدت دو هفته در رتبه اول در رده شومیز بزرگسالان جوان ماند. این کتاب تا ژانویه ۲۰۱۷ بیش از ۱۱۲۰۰۰ نسخه فروخته‌است.